# Fritz Bergmiller
Fritz Bergmiller (* 16. April 1875 in Schloss Taxis; † 14. Mai 1930 in Rosenheim) war ein deutscher Förster und Jagdschriftsteller.

## Leben
Bergmiller studierte Forstwirtschaft an der Forstlichen Hochschule Aschaffenburg. 1895 wurde er Mitglied des Corps Hercynia im Aschaffenburger Senioren-Convent. Er lebte in Wertach, Allgäu und war Chefredakteur des Deutschen Jäger in München.
Als Offizierstellvertreter im Landsturm-Bataillon Rosenheim nahm Bergmiller am Ersten Weltkrieg teil. Im November 1914 wurde er zum Leutnant befördert.

## Werke
- Otto Grashey: Praktisches Handbuch für Jäger, 3. Auflage. Stuttgart 1916, bearbeitet von V. von Sproesser und F. Bergmiller
- Karl Emil Diezel: Erfahrungen aus dem Gebiete der Niederjagd, 4. Auflage. Stuttgart 1921
- Wörterbuch der Waidmanns-Sprache. Stuttgart 1913
- Auf Waldwegen. Leipzig 1920
- Unsere Hunde, 2. Auflage. Stuttgart 1921
- Der Sperberhorst. Idyllen und Abenteuer aus dem Tierreich. Dresden 1925[4]